# 春蓼
春蓼（学名：Persicaria maculosa 或 ），为蓼科春蓼属下的一个种。